# Juliusz Janusz
Juliusz Janusz (Łyczana, 17 de março de 1944) é um diplomata e prelado polonês da Igreja Católica pertencente ao serviço diplomático da Santa Sé.

## Biografia
Foi ordenado sacerdote em 19 de março de 1967, pelo arcebispo Karol Józef Wojtyła e sendo incardinado em Cracóvia.
Ele foi para Roma com a intenção de obter um diploma em direito canônico, mas por insistência de Wojtyła entrou na Pontifícia Academia Eclesiástica para se preparar para uma carreira como diplomata. O Papa Paulo VI deu-lhe sua primeira missão no serviço diplomático da Santa Sé na Nunciatura na Tailândia, e depois ocupou cargos na Dinamarca, Suécia, Finlândia, Noruega, Islândia e Groenlândia, Alemanha Ocidental e Oriental, Brasil, Holanda, Hungria e Taiwan, onde foi encarregado de negócios por três anos, entre 1992 e 1995.
Em 25 de março de 1995, o Papa João Paulo II o nomeou núncio apostólico no Ruanda, sendo consagrado como arcebispo-titular de Caorle em 8 de maio, na Basílica de São Pedro, pelas mãos de Angelo Sodano, Cardeal Secretário de Estado, coadjuvado por Franciszek Macharski, arcebispo de Cracóvia e por Francis Arinze, prefeito do Pontifício Conselho para o Diálogo Inter-Religioso.
Em 26 de setembro de 1998, foi nomeado núncio apostólico em Moçambique e na Hungria em 9 de abril de 2003.
Em 10 de fevereiro de 2011, o Papa Bento XVI o nomeou núncio apostólico no Eslovênia, com poderes de Delegado apostólico em Kosovo. Como situação da independência do Kosovo ainda era uma questão de disputa, sua nomeação - a primeira vez que a Santa Sé designava um diplomata para lá - foi acompanhada de uma nota explicativa: "A missão de um Delegado Apostólico não é de natureza diplomática, mas responde à exigência de satisfazer adequadamente as necessidades pastorais dos fiéis católicos”.
Renunciou ao serviço diplomático por idade, pedido aceito pelo Papa Francisco em 21 de setembro de 2018.